# Белогорка (Ленинградская область)
Белого́рка — деревня в Гатчинском муниципальном округе Ленинградской области.

## История
История усадьбы Белогорка начинается с 1796 года, когда Павел I пожаловал эти земли генералу П. Ф. Малютину, который вскоре продал их часть предводителю дворянства Царскосельского уезда Францу Францевичу Белю. В то время усадьба носила название Горка, а после смерти владельца стала называться мыза Белягорка.
Согласно карте Ф. Ф. Шуберта в 1844 году усадьба называлась Беля.

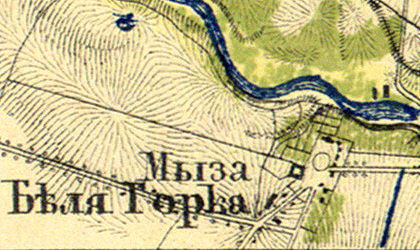
План мызы Белогорка. 1860 год

Согласно «Топографической карте частей Санкт-Петербургской и Выборгской губерний» в 1860 году мыза называлась Беля Горка.

БЕЛОГОРКА — мыза владельческая при колодце, число дворов — 1, число жителей: 6 м. п., 9 ж. п.

БЕЛОГОРСКИЙ — завод владельческий при реке Оредеж, число дворов — 1, число жителей: 4 м. п., 1 ж. п.; Завод лесопильный. (1862 год)

Согласно материалам по статистике народного хозяйства Царскосельского уезда 1888 года имения Дружноселье, Вырица и Белягорка общей площадью 16 426 десятины принадлежали князю П. Л. Витгенштейн-Сайн-Берлебургу. Охоту, мельницу, 3 дачи, пивоваренный завод, ягодный огород и фруктовые сараи хозяин сдавал в аренду. Кроме того ему принадлежал паровой лесопильный завод.
В конце XIX — начале XX века мыза административно относилась к Рождественской волости 2-го стана Царскосельского уезда Санкт-Петербургской губернии.
По данным «Памятной книжки Санкт-Петербургской губернии» за 1905 год 3298 десятин земли мызы Белягорка принадлежали светлейшему князю Фёдору Львовичу Витгенштейну, кроме того 3299 десятин, принадлежали жене штабс-капитана Елизавете Александровне Новинской.
Одним из последних владельцев усадьбы был помещик Н. В. Новицкий, женатый на богатой представительнице знаменитого купеческого рода Елизавете Александровне Елисеевой (дочери Александра Григорьевича Елисеева). После смерти Новицкого она вышла замуж за лечащего врача своего бывшего супруга Ивана Яковлевича Фомина и поселилась с ним в Белогорской усадьбе, которая была заново отстроена и благоустроена. В 1904—1906 годах на берегу Оредежа по проекту петербургского архитектора С. И. Овсянникова была построена домовая Никольская церковь.
В 1910 году домовая церковь во имя Святителя Николая Чудотворца помещицы Е. А. Фоминой была передана православному приходу Белогорской усадьбы.
В 1912 году на месте старой усадьбы вырос новый терем-дворец в стиле модерн, автором проекта которого является инженер В. П. Тавлинов.
После Октябрьской революции усадьба была национализирована, в 1925 году в ней разместилась опытная сельскохозяйственная станция, которая в 1956 году была преобразована в Северо-западный научно-исследовательский институт сельского хозяйства.
Согласно данным переписи населения СССР 1926 года в совхозе Белогорка Новосиверского сельсовета Рождественской волости Троцкого уезда проживали 144 человека, большинство русские и эстонцы.
Посёлок Белогорка в областных административных данных числится с 1 января 1930 года.

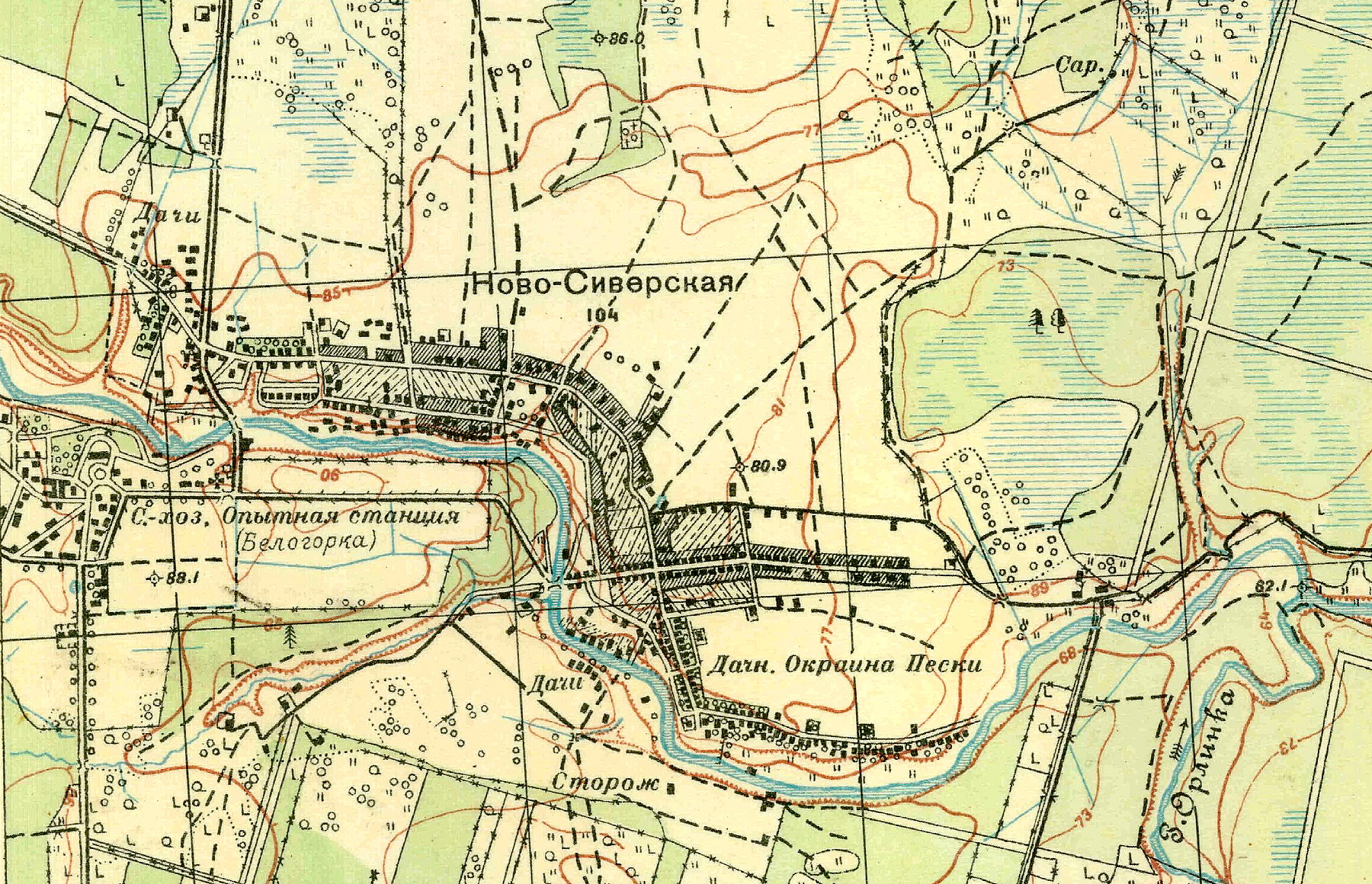
Посёлок совхоза Белогорка на карте 1931 года

В 1940 году население посёлка Белогорка составляло 105 человек.
C 1 сентября 1941 года по 31 декабря 1943 года он находился в оккупации.
В 1958 году население посёлка составлял 51 человек.
Поэт Иосиф Бродский последнее лето перед отъездом за границу провёл в Белогорке, где работал на опытных полях института.
По данным 1966, 1973 и 1990 годов, в состав Сиверского сельсовета Гатчинского района входила деревня Белогорка.
В 1997 году в деревне проживали 2403 человека, в 2002 году — 2269 человек (русские — 93 %), в 2007 году — 2274.

## География
Деревня расположена в юго-западной части района на автодороге 41К-099 (Сиверский — Куровицы), в месте примыкания к ней автодороги 41К-226 (Сиверский — Белогорка).
Расстояние до административного центра поселения, посёлка городского типа Сиверский — 4 км.
Расстояние до ближайшей железнодорожной станции Сиверская — 3 км.
Деревня находится на правом берегу реки Оредеж, к востоку от станции Сиверская железной дороги Санкт-Петербург — Луга.

### Климат
| Показатель              | Янв. | Фев. | Март | Апр. | Май  | Июнь | Июль | Авг. | Сен. | Окт. | Нояб. | Дек. | Год |
| ----------------------- | ---- | ---- | ---- | ---- | ---- | ---- | ---- | ---- | ---- | ---- | ----- | ---- | --- |
| Средняя температура, °C | −6,2 | −6,5 | −2,3 | 4,4  | 10,6 | 14,9 | 17,4 | 15,6 | 10,8 | 4,7  | −0,6  | −3,8 | 5,0 |
| Норма осадков, мм       | 47   | 35   | 35   | 39   | 53   | 73   | 82   | 78   | 59   | 65   | 58    | 55   | 679 |
| Источник:               |      |      |      |      |      |      |      |      |      |      |       |      |     |

## Демография
| 1862 | 2007  | 2010  | 2017  |
| ---- | ----- | ----- | ----- |
| 20   | ↗2274 | ↘2058 | ↗2431 |

### Национальный состав
Согласно данным Всероссийской переписи населения 2021 года в деревне проживали 1688 человек, из них:
 русские — 1572, белорусы — 14, узбеки — 14, армяне — 9, украинцы — 4, цыгане — 2, карелы — 1, латыши — 1, литовцы — 1, немцы — 2, поляки — 2, таджики — 2, татары — 2, талыши — 1, другие национальности — 18 человек, остальные национальность не указали.

## Предприятия и организации
- Ленинградский научно-исследовательский  институт  сельского  хозяйства «Белогорка» — филиал ФБГНУ «ФИЦ картофеля имени А. Г. Лорха»[22]
- Объединённая гидрометеостанция
- Сельский Дом культуры
- Отделение почтовой связи
- Библиотека
- Продовольственные магазины
- Кафе
- Баня

## Транспорт
От Сиверского до Белогорки можно доехать на автобусах № 2, 506, 511.

## Достопримечательности
- Усадьба Елисеева, была построена по проекту В. П. Тавлинова в начале XX века, после революции служила домом отдыха. Усадьба и парк занимают участок в 3,7 га на берегу реки Оредеж, с конца 2000-х ведутся попытки реставрации, однако по состоянию на 2022 год комплекс продолжает ветшать[23].
- Церковь Николая Чудотворца, в 1993 году была передана православному приходу деревни Белогорка, с 1995 года проводятся богослужения
- Около деревни располагается геологический региональный памятник природы «Обнажения девона на реке Оредеж у посёлка Белогорка»

## Образование
В деревне есть начальная школа с дошкольным отделением:
- МБОУ Белогорская НШ ДС (Начальная школа\Детский сад)[24]

## Фото

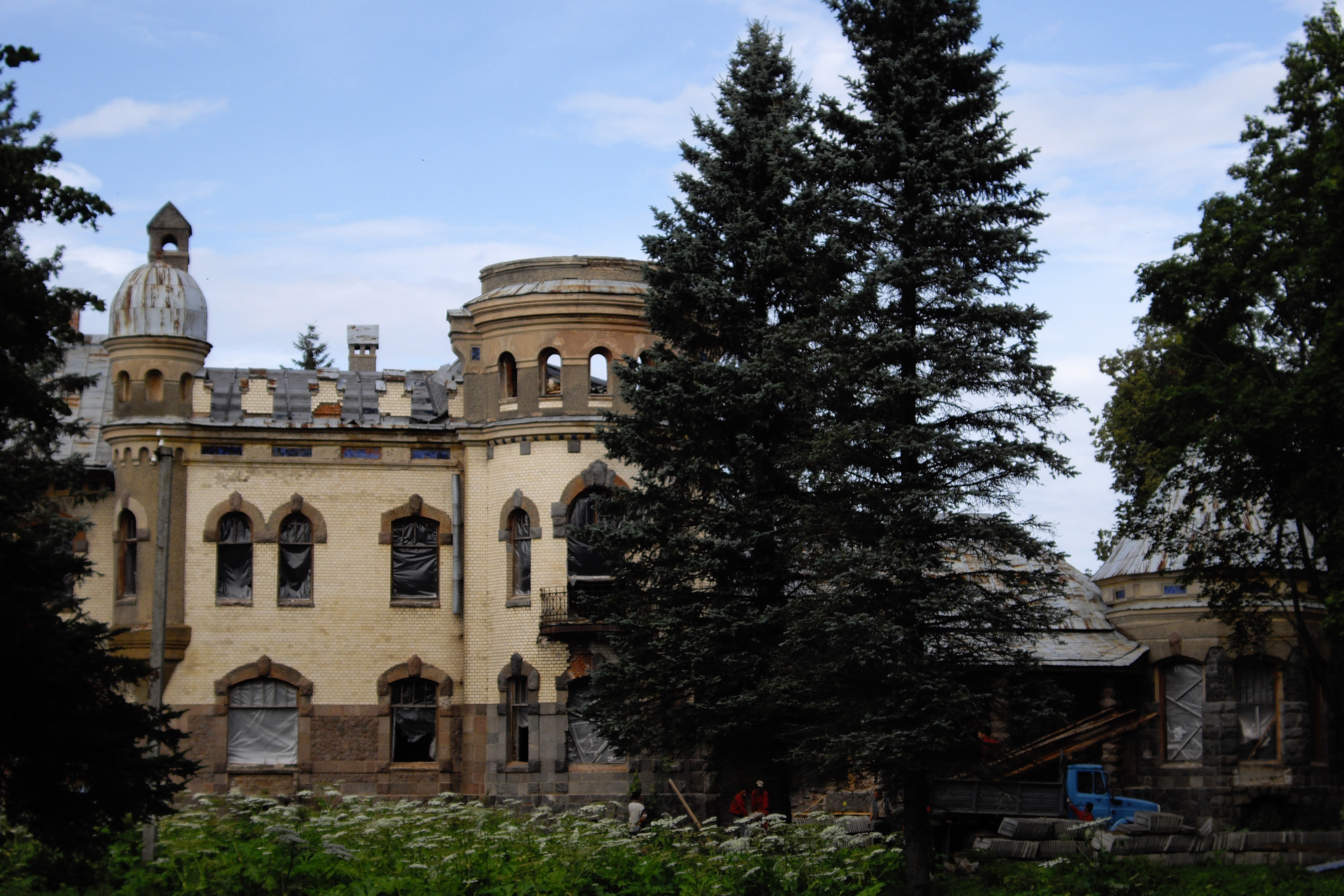
Усадьба Белогорка, процесс восстановления. 2009 год
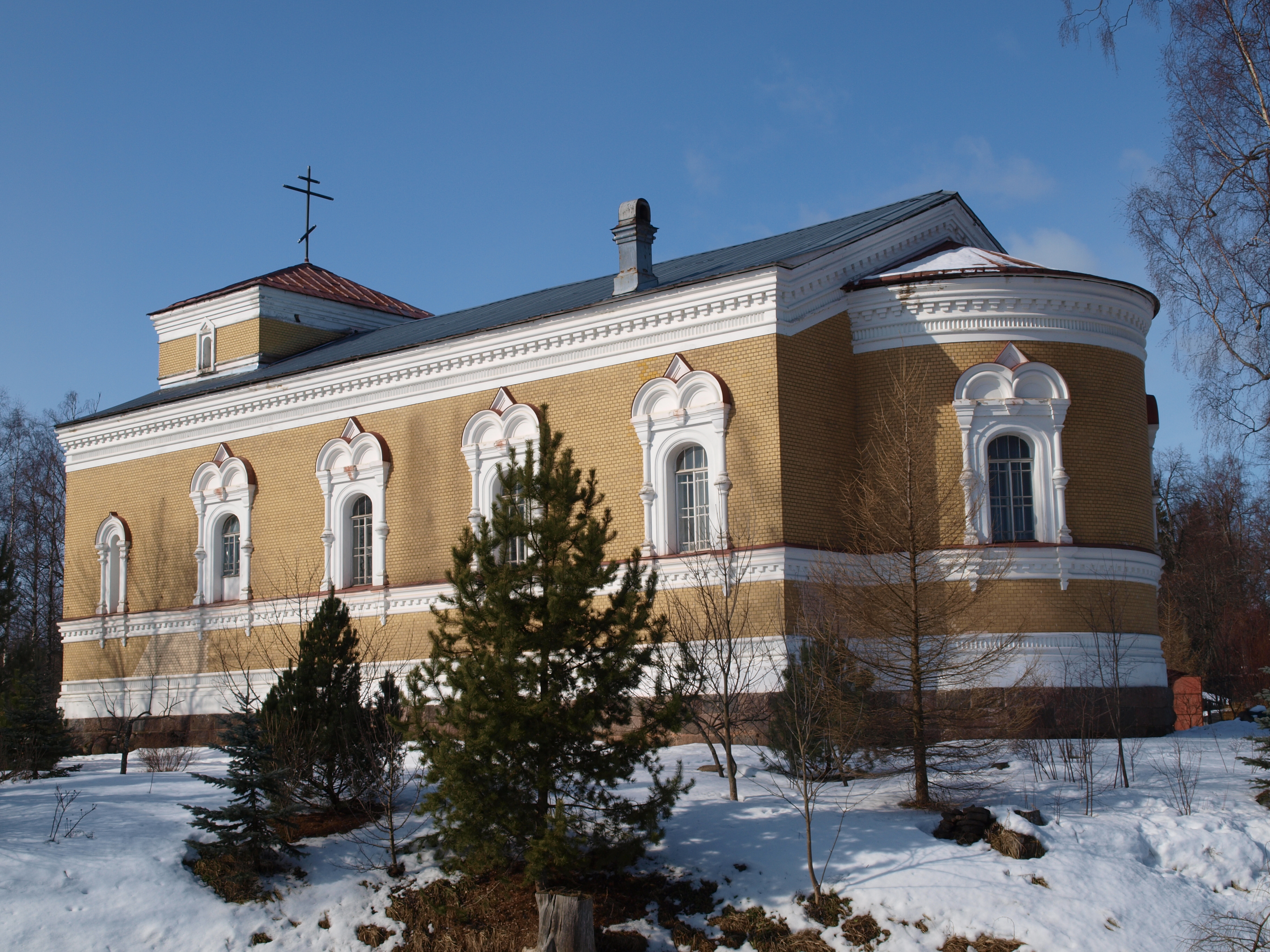
Церковь Святого Николая. 2012 год
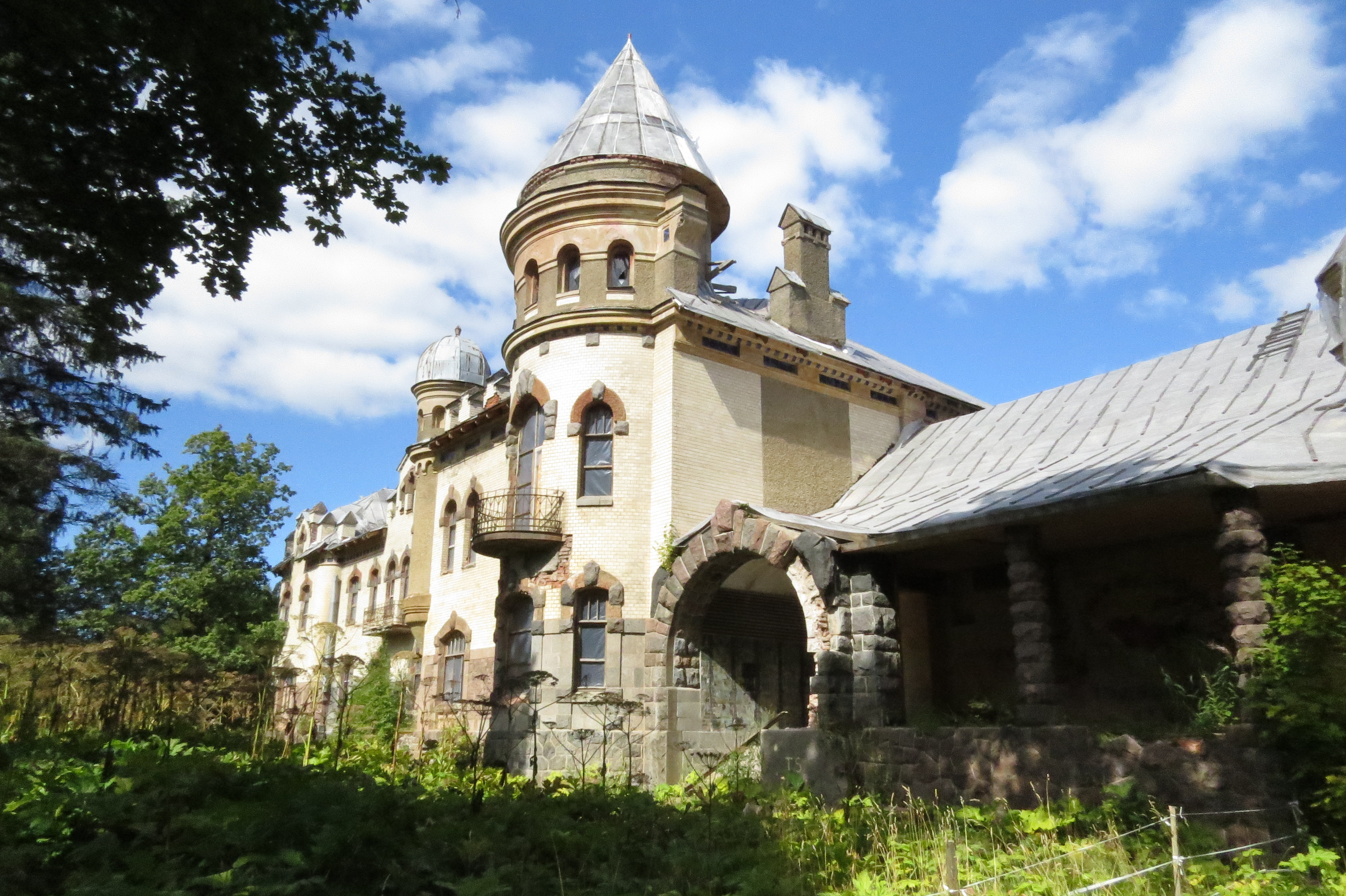
Усадьба Белогорка, часть фасада. 2015 год
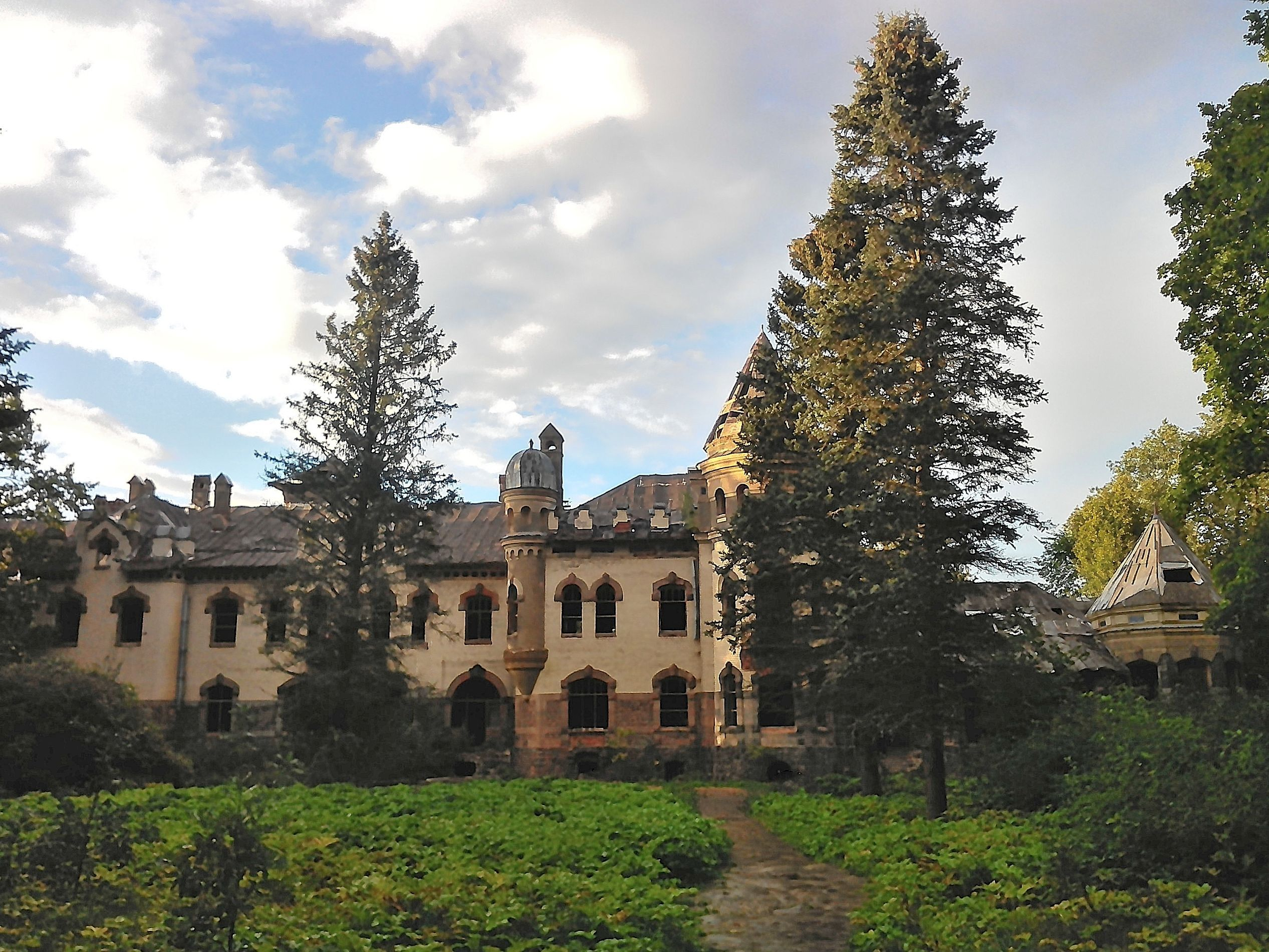
Усадьба Белогорка. Август 2021 год

## Улицы
Береговая, Институтская, Садовая, Садовый проезд, Спортивная.

## Садоводства
Зелёная Гора, Ухта.